# 임춘
임춘(林椿)은 고려의 문인이며, 본관은 예천(醴泉)의 시조이다. 자는 기지(耆之), 호는 서하(西河)이다.
1170년(고려 의종 24년) 정중부의 난이 일어나자 예천(醴泉)으로 피신하여 곤궁하게 지냈다. 강좌칠현의 한 사람으로 시와 술로 세월을 보내다가 일찍 죽었다. 이인로(李仁老)가 그의 유고(遺藁) 6권을 모아 『서하선생집(西河先生集)』을 편찬하였다. 《삼한시귀감》(三韓詩龜鑑)에 그의 시문이 기록되어 있다.
두 편의 가전체(假傳體) 소설이 전하는데 〈국순전〉(麴醇傳), 〈공방전〉(孔方傳)이다. 

## 저서
- 《서하집》(西河集)
- 〈국순전〉(麴醇傳)
- 〈공방전〉

## 같이 보기
- 강좌칠현 - 이인로, 오세재, 임춘, 조통, 황보항, 함순, 이담지